# 薩爾達傳說 大地汽笛
《薩爾達傳說 大地汽笛》（又译作）是《薩爾達傳說系列》遊戲的第15款作品，由任天堂開發製作，在任天堂DS平台上發行。遊戲於2009年12月在全球各地陸續上市。
遊戲採用了與《薩爾達傳說 風之律動》和《夢幻沙漏》相似的卡通渲染（英語：Cel-shading）畫面風格。主角林克搭乘裝載有大砲的蒸氣火車在遊戲的世界中四處移動。玩者也有機會在遊戲中操縱前作《夢幻沙漏》中最難擊敗的敵人之一「幻影」（Phantoms），還可以使用稱為「靈魂長笛」的道具。值得一提的是薩爾達公主於本作擔任類似《薩爾達傳說 時之笛》及《薩爾達傳說 穆修拉的假面》當中的近身精靈角色，故此薩爾達公主的戲份相對之下比其他作品來得更重。

## 遊戲劇情
《薩爾達傳說 大地汽笛》的故事發生於《薩爾達傳說 風之律動》和《夢幻沙漏》之後，新的風之勇者林克和泰特拉經歷艱辛的海上航行後於一片新大陸上創建了新生的海拉爾王國，而且在新大陸上的精靈們協助下國民們得以在這片新大陸上和平生活。後來惡魔之王馬勒杜斯（マラドー）崛起並開始對新生海拉爾進行攻擊，與大地的精靈們發生了慘烈的戰爭，儘管精靈們佔盡上風，但他們無法完全擊敗馬勒杜斯，故此將牠封印於大地中，因而在這片大地上佈起路軌狀枷锁，並以1座精靈之塔以保障封印生效。在馬勒杜斯被封印後精靈們因力量用盡而升天，並將新海拉爾大陸完全的託付給國民‧...
遊戲開始同樣名叫林克（リンク）的主角是前海拉爾軍隊戰士暨著名皇家御准火車駕駛員阿爾福桑（シロクニ）的門生。阿爾福桑特意找來林克是因為當天正是林克被封為皇家御准火車駕駛員的大日子，故此阿爾福桑特意讓林克駕駛列車當作是他的最終實戰考核（為本作的新手教學教導玩家如何在大地圖中駕駛列車）。兩人來到海拉爾城堡，並在薩爾達公主主持的御封儀式中林克正式成為皇家御准火車駕駛員，但薩爾達公主亦偷偷的給了林克一封密函，要求林克於儀式結束後私底下與她會面。林克來到薩爾達公主的房間，薩爾達公主表示近期分佈全國各地的路軌逐漸消失，故此給了林克一套士兵軍服（實為各代林克所穿著之綠色勇者服），希望林克可以帶她偷溜出城堡前往王國中央的精靈之塔調查當中原因。
在林克與薩爾達公主成功偷溜出城堡後，兩人與阿爾福桑開始駕駛火車前往精靈之塔，怎料剛開車不久所有路軌突然消失不見了，故此林克等人的列車失控並停下了，而且眾人發現精靈之塔突然斷裂成5個部份，除了最底層以外的其他4部份於空中飄浮著，而且上空亦有黑色的漩渦出現。大臣這時帶著名叫拜尼爾（ディーゴ）的男人出現於眾人面前，原來大臣是馬勒杜斯的手下，並以大臣身份埋伏於皇家中等待大地的封印即將失效時復活馬勒杜斯，並意圖綁架薩爾達公主，並將她的肉身獻給馬勒杜斯復活後使用。儘管林克及阿爾福桑盡力保護薩爾達公主，但兩人最後遭拜尼爾擊敗，而薩爾達公主亦遭大臣的秘術擊中，導致自己的靈魂脫離了肉身，結果薩爾達公主的肉身就此被大臣搶走了。
被擊倒的林克及阿爾福桑被調查路軌失蹤而來的士兵們救回城堡，林克亦意外看見薩爾達公主的靈魂（但士兵們全都無一能夠看見），林克追上去並來到她的房間，薩爾達公主只好請求林克帶上海拉爾王國代代相傳的聖物------精靈排簫，並告訴林克只能改跑城堡的秘道前往精靈之塔，為了通過秘道，林克來到兵房找守衛隊長取得長劍，並在守衛隊長的指導下學習基本的劍技。林克與薩爾達公主通過秘道後到達精靈之塔大堂，並會見了守護精靈安潔（シャリン），但薩爾達公主得到了1個令她難以接受的消息------馬勒杜斯復活需利用皇室成員的肉體，故此牠一旦成功復活，薩爾達公主的肉體將會為牠所使用。故此難以接受事實的薩爾達公主緊張的要求林克盡快修復精靈之塔，從而重新開通通往4座神殿的路軌阻止馬勒杜斯復活，當兩人於塔上被邪靈的騎士攻擊時薩爾達公主情急之下撞向騎士的背部，結果她成功附身成為該騎士，起初薩爾達公主慌得快要哭了，但最後發現她可以利用這特性一同協助修復精靈之塔。
兩人於成功恢復森林區的路線時發現只能通往守護森林神殿的精靈聖壇，故此安潔將封存在大堂的精靈列車送給林克使用。兩人來到精靈聖壇後得知恢復通往神殿的路軌需兩人一同演奏兩件精靈的樂器所組成的二重奏，而林克於演奏成功後得以前往神殿擊倒裡頭的魔物，成功恢復整個地區的路軌。兩人亦承勝追擊的逐步修復精靈之塔並恢復路軌，成功將4座神殿的頭目擊倒。兩人最後跑到已修好的精靈之塔塔頂阻止馬勒杜斯復活，林克雖然成功擊敗了拜尼爾，但仍阻止不了馬勒杜斯的復活，拜尼爾請求馬勒杜斯賜他力量，但遭馬勒杜斯痛擊，拜尼爾從而得知自己被大臣利用了，馬勒杜斯與大臣亦乘坐了惡魔列車逃走了以等待馬勒杜斯的力量完全恢復後再次為害新海拉爾大陸。
拜尼爾最後被林克救回精靈列車上，安潔亦來到列車上，講述了拜尼爾亦是精靈的事實，並表示因為拜尼爾為了得到更強的力量而走上了歪路。由於馬勒杜斯的復活尚未完整，故此安潔告訴林克先前往沙漠區域的沙漠神殿取得光之弓箭，因為它的力量可將馬勒杜斯逼出薩爾達公主的肉體，故此林克與薩爾達公主出發取得光之弓箭。取得光之弓箭後安潔將精靈之劍交給林克並告訴林克征服精靈之塔的最後秘密樓層取得光之羅盤以探測黑暗區域的入口位置追擊惡魔列車，而該入口位於森林區，故此林克立即驅車前往黑暗區域並追上了惡魔列車並將之擊敗，薩爾達公主問了林克事件結束後會有何打算後準備爬上惡魔列車車頂追擊馬勒杜斯及大臣，並利用光之弓箭成功命中了馬勒杜斯，結果眾人連同惡魔列車的殘骸掉落到一片荒原上，馬勒杜斯亦被逼出了薩爾達公主的肉體，薩爾達公主在拜尼爾的協助下成功重回肉體，但拜尼爾亦因此遭馬勒杜斯殺害。馬勒杜斯吃下了大臣變成魔獸型態與林克作出最後決鬥，最後被林克及薩爾達公主合力殺死，安潔與所有的守護精靈的使命亦宣告完成，並帶著變回拜尼爾的英魂一同升天。事件過後，薩爾達公主繼續為國家御封更多出色的皇家御准火車駕駛員，而林克亦跟隨自己的想法踏上人生新里程，也許他會繼續駕駛火車繼續周遊各地，也許他決定成為如阿爾福桑一樣的英勇戰士，亦也許有著不一樣的旅程等待著他...

## 資料來源
1. 1 2  Mc Shea, Tom. . GameSpot. 2009-03-25  [2009-03-28]. （原始内容存档于2009-03-28）.
2. ↑  The Legend of Zelda: Spirit Tracks instruction booklet, p. 22.
3. ↑  The Legend of Zelda: Spirit Tracks instruction booklet, p. 26.
4. ↑  玩家的選擇會影響結尾工作人員名單顯示結束後的小動畫內容。

## 外部連結
- 《薩爾達傳說 大地汽笛》官方網站（页面存档备份，存于）（日語）